# Kurzfilm Agentur Hamburg

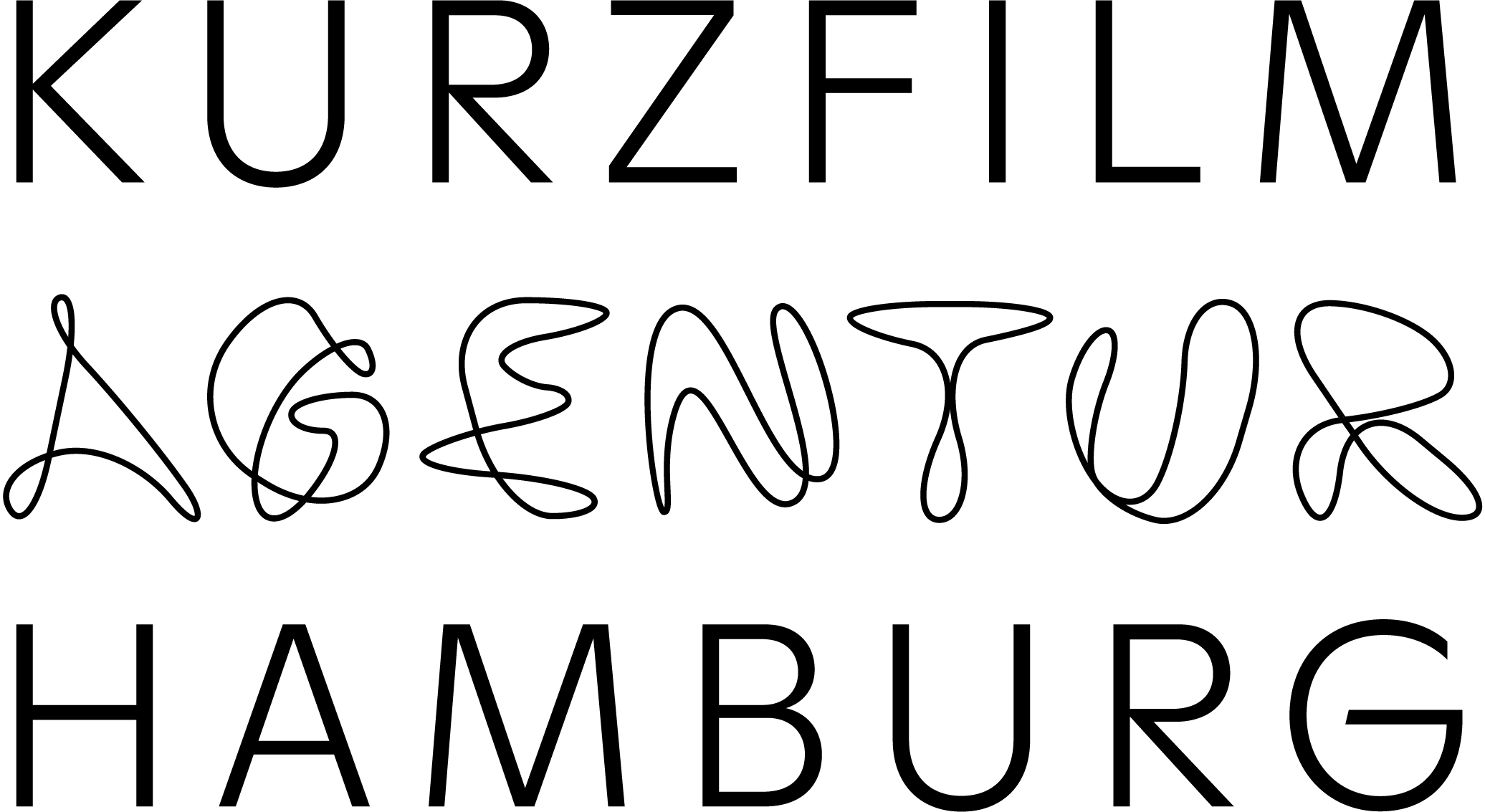
Logo der Kurzfilm Agentur Hamburg (2019)

Die Kurzfilm Agentur Hamburg (kurz KFA) ist ein Verein zur Förderung und Verbreitung von Kurzfilmen. Sie wurde 1992 in Hamburg gegründet und versteht sich als Interessenvertretung der Kurzfilmschaffenden.
Seit 1994 betreibt die Kurzfilm Agentur einen gewerblichen Kurzfilmverleih für Kinos und andere Spielstätten im deutschsprachigen Raum. Sie beliefert rund 400 Filmtheater. 1996 und 2004 verlieh ihr die Bundesregierung dafür den Verleiherpreis. Für die Online-Datenbank des Kurzfilmverleihs erhielt die Kurzfilm Agentur Hamburg den deutschen Innovationspreis 2005. Der Kurzfilm Vertrieb der Kurzfilm Agentur Hamburg nimmt geeignete Kurzfilme exklusiv unter Vertrag und organisiert den weltweiten Verkauf ihrer Nutzungsrechte. Seit 2006 ermöglicht die zweisprachige Online-Vertriebsdatenbank Filmeinkäufern die detaillierte Recherche und Sichtung der Kurzfilme im Internet.
Die Kurzfilm Agentur Hamburg führt eine Kurzfilmdatenbank mit derzeit etwa 48.000 Titeln und veranstaltet alljährlich das Internationale Kurzfilm Festival Hamburg sowie das angegliederte Mo&Friese Kinder Kurzfilm Festival.
Das Festival präsentiert aktuelle, internationale Kurzfilmproduktionen in verschiedenen Wettbewerbskategorien, veranstaltet Retrospektiven und Sonderprogramme und versteht sich als Kommunikationsforum für Filmschaffende und Besucher aus dem In- und Ausland.
Weitere Aktivitäten und Angebote sind:
- Informationsservice – Bereitstellung von Informationen zu Produktion, Fördermöglichkeiten, Marketing und Vertrieb von Kurzfilmen, Drehbuchberatung und Begutachtung
- Kurzfilm Schule – praktische Filmbildung in Kooperation mit Hamburger Schulen
- Kurzfilmrecherche – Themen- und Genrerecherche, Klärung von Filmrechten und Beschaffung von Vorführkopien

Die Kurzfilm Agentur Hamburg wird unterstützt von der Kulturbehörde Hamburg und von der Staatsministerin für Kultur und Medien (BKM). Der Verein ist Mitglied in der Arbeitsgemeinschaft Kino – Gilde deutscher Filmkunsttheater, der AG Kurzfilm, der AG Verleih, der Koordination Europäischer Filmfestivals, der International Short Film Conference und des Short Circuit (European Network of Short Film and Video Art Organization).